# Bothriomyrmex wilsoni
Bothriomyrmex wilsoni é uma espécie de inseto do gênero Bothriomyrmex, pertencente à família Formicidae.